# المصباغة (صنعاء القديمة)

تعديل مصدري - تعديل

حارة المصباغة هي إحدى حارات مدينة صنعاء القديمة، بلغ تعداد سكانها 302 نسمة حسب تعداد اليمن لعام 2004.